# Sint-Martinuskerk (Koolskamp)

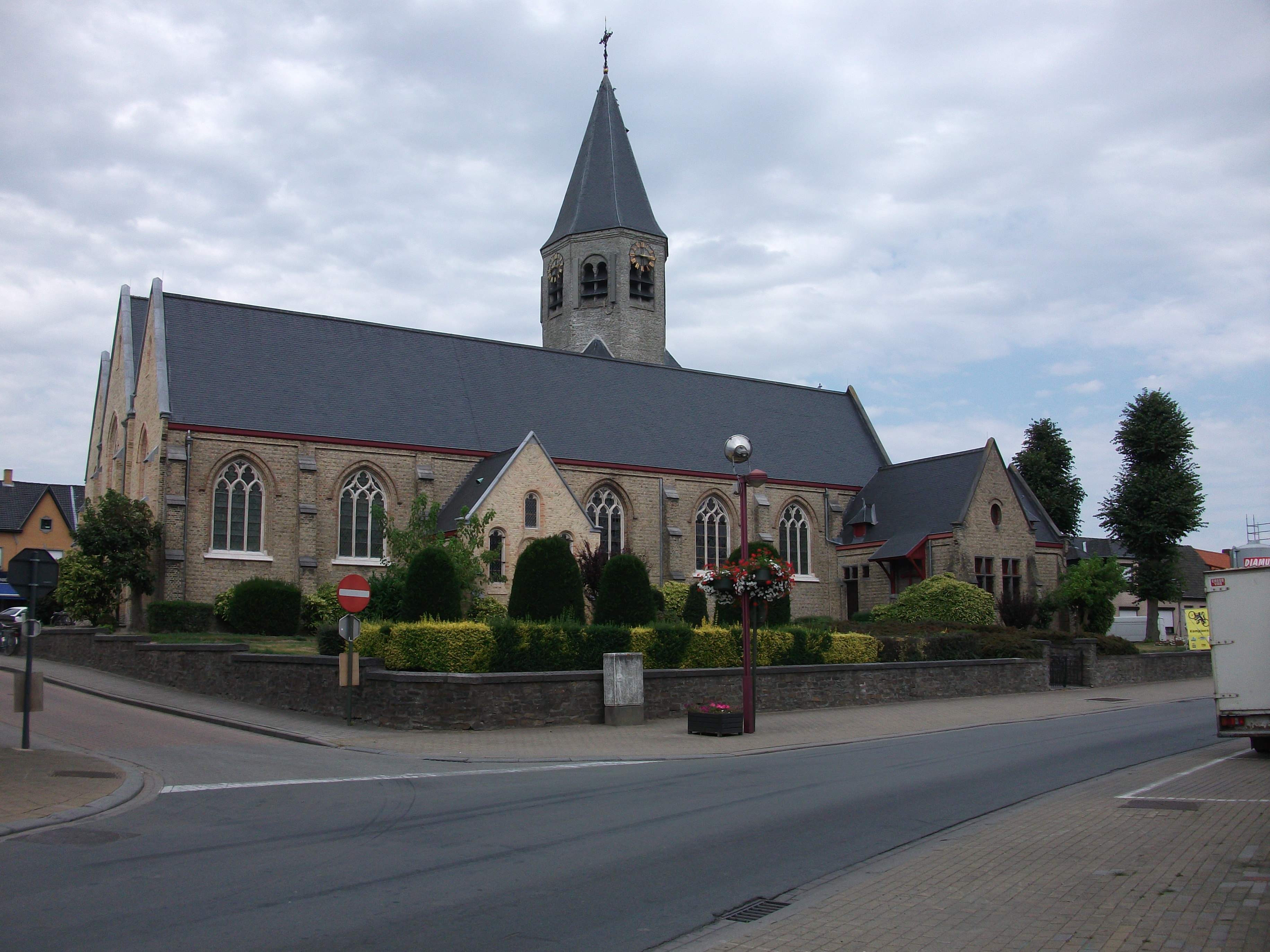
Sint-Martinuskerk

De Sint-Martinuskerk is de parochiekerk van de tot de West-Vlaamse gemeente Ardooie behorende plaats Koolskamp, gelegen aan het Dorpsplein 27.

## Geschiedenis
Samen met de parochie van Ardooie zou Koolskamp een zeer oude parochie zijn, waarvan de rechten in 821 door Lodewijk de Vrome werden geschonken aan de Sint-Amandsabdij te Saint-Amand-les-Eaux.
In 847 werd dit bekrachtigd door Karel de Kale, welke de naam Coloscampum voor Koolskamp noteerde.
Het oudste kerkje zal 9e-eeuws geweest zijn. Van een veldstenen romaans kerkje werd 1891 het fundament opgemeten. In 1360 respectievelijk 1420 werden respectievelijk de kapelanij van Onze-Lieve-Vrouw en de kapelanij van Sint-Jacob opgericht door de heren van Koolskamp, Jacob van Lichtervelde respectievelijk Lodewijk van Lichtervelde.
In 1526 werd het kerkje vermoedelijk vervangen door een driebeukige hallenkerk, waarbij de romaanse achtkante vieringtoren werd behouden. Tijdens de godsdienstoorlogen (2e helft 16e eeuw) raakte ook de kerk in verval, maar in 1572 werden de calvinisten verdreven. Omstreeks 1600 begon men met het herstel van de kerk, die in 1618 opnieuw werd ingewijd.
Op 16 oktober 1918 werd de kerk door de zich terugtrekkende Duitsers opgeblazen. De graftombes van Jacob en Lodewijk van Lichtervelde bleven betrekkelijk ongeschonden en werden, na de herbouw van de kerk, in een afzonderlijke grafkapel ondergebracht.
De herbouwde kerk, naar ontwerp van Louis Verstraete, werd in 1924 in gebruik genomen. Dit ontwerp was gebaseerd op de vroegere kerk: een gotische hallenkerk met romaanse vieringtoren.

## Gebouw
Het betreft een driebeukige bakstenen hallenkerk in (neo-)gotische stijl. De achthoekige (neo-)romaanse toren is gebouwd op vierzijdige basis. Hoewel oorspronkelijk een vieringtoren was het sinds de bouw van de oorspronkelijke hallenkerk een centrale toren, van een transept was immers geen sprake meer.

## Interieur
Van belang is het praalgraf van Jacob van Lichtervelde (†1431), dat door Leopold Blanchaert werd gereconstrueerd. Ook zijn er de grafstenen van Lodewijk van Lichtervelde (†1376) en diens echtgenote Béatrice Tollenaere (†1374).
Een groot deel van het kerkmeubilair is neogotisch, maar er is ook ouder meubilair zoals de bank van de armendis, 16e-eeuws in Vlaamse renaissancestijl. Dan is er een 17e-eeuwse communiebank in barokstijl. Van het oude orgel (1669) afkomstig is een Sint-Ceciliabeeld.